# Dizzy Up the Girl
Dizzy Up the Girl utkom 1998 och är ett musikalbum av rockgruppen Goo Goo Dolls från USA. Det innehåller hiten "Iris", som även fanns med på soundtracket till filmen Änglarnas stad.

## Låtlista
Samtliga låtar skrivna av Johnny Rzeznik, om annat inte anges.
1. "Dizzy" - 2:43
2. "Slide" - 3:35
3. "Broadway" - 4:01
4. "January Friend" (Robby Takac) - 2:47
5. "Black Balloon" - 4:12
6. "Bullet Proof" - 4:40
7. "Amigone" (Robby Takac) - 3:18
8. "All Eyes on Me" (Goo Goo Dolls/Johnny Rzeznik) - 4:00
9. "Full Forever" - 2:54
10. "Acoustic #3" - 1:59
11. "Iris" - 4:52
12. "Extra Pale" (Robby Takac) - 2:13
13. "Hate This Place" - 4:24